# Нападение на посольство Мексики в Эквадоре (2024)
5 апреля 2024 года посольство Мексики в Кито (Эквадор) подверглось нападению эквадорской полиции и военных сил Эквадора в нарушение Венской конвенции о дипломатических сношениях и Каракасской конвенции о дипломатическом убежище 1954 года.
Нападение, произошедшее после периода роста напряжённости в отношениях между двумя странами, было совершено с целью ареста бывшего вице-президента Эквадора Хорхе Гласа, который был осуждён за коррупцию и проживал на территории посольства с 17 декабря 2023 года. За несколько часов до нападения ему было предоставлено политическое убежище.
Произошедшее привело к разрыву Мексикой дипломатических отношений с Эквадором. Никарагуа последовала примеру Мексики в знак солидарности.

## Предыстория
В декабре 2023 года Хорхе Глас, занимавший пост вице-президента при президентах Рафаэле Корреа и Ленине Морено, обратился в посольство Мексики в Кито с просьбой о предоставлении убежища, сославшись на политическое преследование. В декабре 2017 года Глас был приговорён к восьми годам тюремного заключения, из них шесть лет за незаконное объединение и два года за взяточничество. В ноябре 2022 года Хорхе Глас был освобождён, не имея возможности покинуть страну до окончания оставшегося срока. Затем генеральная прокуратура заявила, что настаивает на предъявлении обвинения Гласу в связи с делом, связанным с предполагаемым перенаправлением государственных средств, которые предназначались для восстановительных работ в провинции Манаби после землетрясения 2016 года.
3 апреля 2024 года президент Мексики Андрес Мануэль Лопес Обрадор на пресс-конференции упомянул о том факте, что Луиза Гонсалес, экс-кандидат в президенты Эквадора от партии «Гражданское революционное движение», имела преимущество в опросах общественного мнения в преддверии всеобщих выборах в Эквадоре в 2023 году, но после убийства Фернандо Вильявисенсио её поддержка снизилась, что указывало на влияние убийства на результаты выборов. После этого комментария мексиканского президента 4 апреля посол Мексики в Эквадоре Ракель Серур Смеке была объявлена персоной нон грата, а министерство иностранных дел Эквадора, сославшись на принцип «невмешательства» во внутренние дела другой страны и статью 9 Венской конвенции о дипломатических сношениях, потребовало её отъезда из страны. Мексиканское правительство предоставило Гласу политическое убежище после высылки своего посла. Президент Эквадора Даниэль Нобоа повторил, что он не будет выдавать Гласу необходимое разрешение на выезд из страны.
5 апреля министр иностранных дел Мексики Алисия Барсена призвала правительство Эквадора как можно скорее позволить Гласу безопасно выехать в Мексику.

## Нападение
Около 22:00 5 апреля 2024 года элитное подразделение Национальной полиции Эквадора взломало двери посольства, проникло внутрь и взяло Гласа под стражу. Затем Гласа доставили в офис генерального прокурора, а затем в аэропорт для вылета в Гуаякиль, где планировалось перевести его в учреждение строгого режима.
В тот же день, после распространения новости о нападении, Лопес Обрадор объявил в Twitter о разрыве всех дипломатических отношений с Эквадором. Мексика также объявила о планах подать на Эквадор в Международный суд ООН за нарушения международного права. Правительство Никарагуа решило разорвать дипломатические отношения с правительством Эквадора в знак выражения своей солидарности с Мексикой. Также нападение осудили Аргентина, Боливия, Бразилия, Канада, Чили, Колумбия, Коста-Рика, Доминиканская Республика, Панама, Куба, Гватемала, Гондурас, Уругвай, США и Венесуэла. Генеральный секретарь ООН Антониу Гутерриш призвал правительства двух стран урегулировать свои разногласия мирным путём. Министр иностранных дел Эквадора Габриэла Соммерфельд объяснила нападение риском побега Гласа.